# Tone Tiselj
Tone Tiselj (n. 21 septembrie 1961) este un fost antrenor și jucător sloven de handbal. Începând de la sfârșitul lui decembrie 2014 și până în mai 2015, el a pregătit și echipa românească HCM Baia Mare, care evolua la acea vreme în Liga Națională.

## Carieră
Tiselj a început să joace handbal în școala generală. El a devenit antrenor în 1987 și antrenor profesionist în 1999.  Începând din 2005 este posesor al Certificatului EHF Master Coach.
Tone Tiselj a antrenat echipele masculine și feminine ale Sloveniei, echipa Muntenegrului, echipele de club Celje Pivovarna Laško, RK Gorenje Velenje, KIF Vejen, Budućnost și Krim Ljubljana. El este unul dintre cei mai de succes antrenori europeni și cel mai titrat antrenor sloven de handbal din toate timpurile.

## Palmares ca antrenor

### Cu echipa de club
- Liga I de Handbal Masculin a Italia
  - Câștigător (1): 2000

- Liga I de Handbal Feminin a Sloveniei
  - Câștigător (9): 2001, 2002, 2003, 2004, 2005, 2006, 2012, 2013, 2014

- Cupa Sloveniei (feminin)
  -  Câștigător (9): 2001, 2002, 2003, 2004, 2005, 2006, 2012, 2013, 2014

- Liga I de Handbal Masculin a Sloveniei
  - Câștigător (1): 2010

- Cupa Sloveniei (masculin)
  -  Câștigător (1): 2010

- Campionatul Muntenegrului:
  - Câștigător: 2008

- Cupa Muntenegrului:
  -  Câștigător: 2008

- Liga Campionilor EHF Feminin:
  -  Câștigător: 2001, 2003
  - Finalist: 2004, 2006

- Trofeul Campionilor EHF Feminin:
  -  Câștigător: 2003

### Cu echipa națională
- Campionatul European de Handbal Masculin: 
  -  Medalie de argint: 2004

- Jocurile Olimpice – turneul masculin: 
  - Locul 11: 2004

## Viața personală
Tone Tiselj este căsătorit cu Damjana, împreună cu care are doi copii. Tiselj este la bază profesor de educație fizică. Îi plac bucătăria italiană și cea pe bază de produse marine, iar băutura lui preferată este apa.